# Keiviïta-(Y)
La keiviïta-(Y) és un mineral de la classe dels silicats, que pertany al grup de la thortveitita. Rep el seu nom del massís Keivi occidental, a Rússia, on es troba l'indret on va ser descoberta.

## Característiques
La keiviïta-(Y) és un silicat de fórmula química Y₂Si₂O₇. La seva duresa a l'escala de Mohs es troba entre 4 i 5.
Segons la classificació de Nickel-Strunz, la keiviïta-(Y) pertany a «09.BC: Estructures de sorosilicats (dímers), grups Si₂O₇, sense anions no tetraèdrics; cations en coordinació octaèdrica [6] i major coordinació» juntament amb els següents minerals: gittinsita, keiviïta-(Yb), thortveitita, itrialita-(Y), keldyshita, khibinskita, parakeldyshita, rankinita, barisilita, edgarbaileyita, kristiansenita i percleveïta-(Ce).

## Formació i jaciments
Va ser descoberta al mont Ploskaya, que es troba al massís Keivi occidental, a la península de Kola, dins l'óblast de Múrmansk, a Rússia. També ha estat descrita a Àustria, el Canadà, el Kazakhstan, Noruega, Polònia, Suècia i la Lluna.